# Paco Desiato
Paco Desiato (Napoli, 17 settembre 1975) è un fumettista italiano.

## Biografia
Paco (Pasquale) Desiato si dedica fin da giovanissimo alla spray art. Tra i rappresentanti più attivi della cultura underground partenopea, 
nel 1998 è citato come originale protagonista del graffito metropolitano su: “La Pittura Napoletana” edito da Liguori.
Verso la fine degli anni novanta si dedica al fumetto d'autore e all'illustrazione.
Nel 2000 pubblica per 12 mesi on line, sullo Sciacallo Elettronico, sei episodi di “Omar Moss” una storia ambientata in una Napoli del futuro. L'anno dopo sarà poi intervistato sulle tecniche avanzate di colorazione digitale, per l'epoca innovative, sul numero di marzo-aprile 2001 della rivista Computer Graphics e Publishing.
Nel 2001, al salone Napoli Comicon, vince il concorso Imago con un'illustrazione sull'ecologia tratta dal fumetto "Omar Moss". Nello stesso anno pubblica una storia breve intitolata Papele Satanno: Cecilia sulla rivista Kerosene (ed. Mare Nero). Nel 2003 vince il concorso per giovani autori “Black-Smoking” grazie al quale pubblica il suo primo graphic Novel: Papele Satanno: l'abito non fa il tossico (ed. Le nuvole). Nello stesso anno pubblica SuperPak su Sinestesie ed Napoli Comicon. 
Tra il 2005 ed il 2006 esce una sua nuova serie: Mars Wars sulla rivista bimestrale Brand New! (ed. Free Books), e Mars Pills su Nexus (Nexus Editrice).
Nel 2006 riprende la serie di Omar Moss con due volumi inediti per Lavieri Editrice: Diario di un ladro e In trappola.
Tra il 2007 e il 2009 crea nuove serie a fumetti per opuscoli pubblicitari: Inizia l'avventura (Babette/FactaManent), Pix: un'avventura sulla terra (Me.Ca/FactaManent), Filippo e la doppia vita (Me.Ca/FactaManent), I giusti.. modi per prendere il sole (NotGallery/clinicaMediterranea/BioDerma), The Trippers (Shakeup Italia).
Da febbraio 2010, per un anno, collabora con il quotidiano Terra per l'inserto a fumetti: 3D la terza dimensione della cronaca, alternandosi come disegnatore, sceneggiatore e colorista, nel 2011, per la storia Il sindaco Pescatore, vince il premio Giancarlo Siani . 
Dal 2011 collabora con The Walt Disney Company come colorista, layout artist e disegnatore su Cars 2, Toy Story, Monsters inc., Hero's Duty, Ralph Spaccatutto, Monsters University.
Planes, Planes 2 Cars 3, Star Darling, Palace Pets e Finding Dory.
Dal 2012 collabora con la casa Editrice Fanucci per le copertine e le illustrazioni interne di alcuni libri.
Nel 2016 Pubblica il graphic novel Mammacqua, per la casa editrice Round Robin.
Dal 2017 al 2021 crea e disegna la serie a fumetti a sfondo ecologista "La Principessa Primula" per il Parco nazionale del Cilento, Vallo di Diano e Alburni distribuito gratuitamente sui maggiori store e librerie online.
Nel Dicembre 2018 disegna e dirige il videoclip animato "Guardami le spalle" per la cantautrice romana Ghita Casadei.
Nel Febbraio 2020 disegna e dirige il corto animato "Un Mare di Plastica" contro la Plastica in mare, tratto da un episodio della serie a fumetti "La Principessa Primula" per il Parco nazionale del Cilento, Vallo di Diano e Alburni.
Nel 2021 pubblica per la casa editrice The Spark Press, il Graphic Novel "Raphael Jones: Alla ricerca dell'armonia nascosta" sui testi di Renato Papale.
Nel 2022 collabora come storyboard artist, illustratore, intercalatore e animatore per gli inserti animati contenuti all’interno di “INdipendenza da gioco ” un documentario contro la dipendenza del gioco d’azzardo prodotto dalla Fondazione Ania, Media Fenix e l’Università della Sapienza di Roma.
Nel 2024 disegna e dirige il corto animato "Gatta Mariola" per il cantautore Riccardo Pecoraro.
Nel 2025 pubblica per la casa editrice Tunuè, il Graphic Novel "Biografia di uno Yogi" tratto dal bestseller Autobiografia di uno Yogi di Paramahansa Yogananda.